# リュイサ・ヴィダル
リュイサ・ヴィダル（Lluïsa Vidal i Puig 、1876年4月2日 - 1918年10月22日）はスペイン、バルセロナ出身の画家である。 カタルーニャ地方のモダニズムの女性画家で、パリに出て修業した。

## 略歴
バルセロナで生まれた。父親のフランセスク・ヴィダル(Francesc Vidal y Jevellí:1848-1914)は家具製造業者で、フランスのアール・ヌーボーと類似したカタルーニャの芸術様式、モデルニスモの運動なかで工芸家、芸術家の後援者として活動した人物である。姉妹の一人、フランチェスカ(Francesca Vidal i Puig:1880-1955)はチェロ奏者になり、作曲家、演奏家のパブロ・カザルスの長い友人となり、1955年にカザルスと結婚するが、その年亡くなっている。別の姉妹は文筆家のマヌエル・デ・モントリューと結婚した。芸術活動に熱心な環境で育ち、父親から絵を学び、有名な彫刻家フリオ・ゴンサレスの弟のホアン・ゴンザレスやアルカディ・マス・イ・フォンデベラ、シーモ・ゴメスといった画家から絵を学んだ。
16歳で父親とマドリードを旅し、プラド美術館でフランシスコ・デ・ゴヤやディエゴ・ベラスケスのようなスペインの巨匠の作品を始めて鑑賞した。
1898年に芸術家のサロン的存在となっていたバルセロナのカフェ「四匹の猫」で女性画家として最初の展覧会を開いたとされるが、ヴィダルの父親が「四匹の猫」のボヘミアニズムの雰囲気を好まなかったとして、それに疑問を呈する研究者もいる。
1898年4月にバルセロナで開かれた、第4回のバルセロナ美術展(Exposición de Bellas Artes e Industrias Artísticas de Barcelona)はサンティアゴ・ルシニョールやラモン・カザス、ジョアン・ブリュル、ジョアキム・ミール、ラモン・ピチョットらの画家が出展し2000点以上の作品が展示されたが、ヴィダルも3点の肖像画を出展し、1点が選外佳作に選ばれ、複数の新聞、雑誌の批評欄でも称賛された。その年の11月、父親などの支援を受けて、バルセロナの美術館、サラ・パレ(Sala Parés)で展覧会を開いた。
1901年にパリに移り、初めアカデミック美術の画家、アンリ＝レオポルド・レヴィに学ぶが、ほどなく私立の美術学校、アカデミー・ジュリアンに入学した。この学校にも満足できなかった。1902年にイギリスにも旅した後、パリに戻り、ルーブル美術館の作品を模写して修行し、私立の美術学校でウジェーヌ・カリエールにも学んだ。パリで活動していたカタルーニャ出身の画家、ルシニョールやカザスからも影響を受けた。パリで美術を学ぶとともに、フェミニスト新聞『ラ・フロンド』などから、女性解放運動についても知ることになった。
1902年に姉妹が病気になり、また実家の財政状況が厳しくなったのでバルセロナに帰国した。バルセロナでは、Carmen Karr、 Dolors Monserdà 、Francesca Bonnemaisonといった女性芸術家たちと展覧会を開いた。雑誌の挿絵も描き、マドリードやバルセロナで展覧会を開いた。1908年から美術の個人教授をして、家族の生活を助けた。1911年からその年亡くなった画家のイシドラ・ノネイのスタジオを使って、自分の美術学校を開いた。
1919年にスペインかぜの流行の犠牲となった。42歳であった。

## 作品

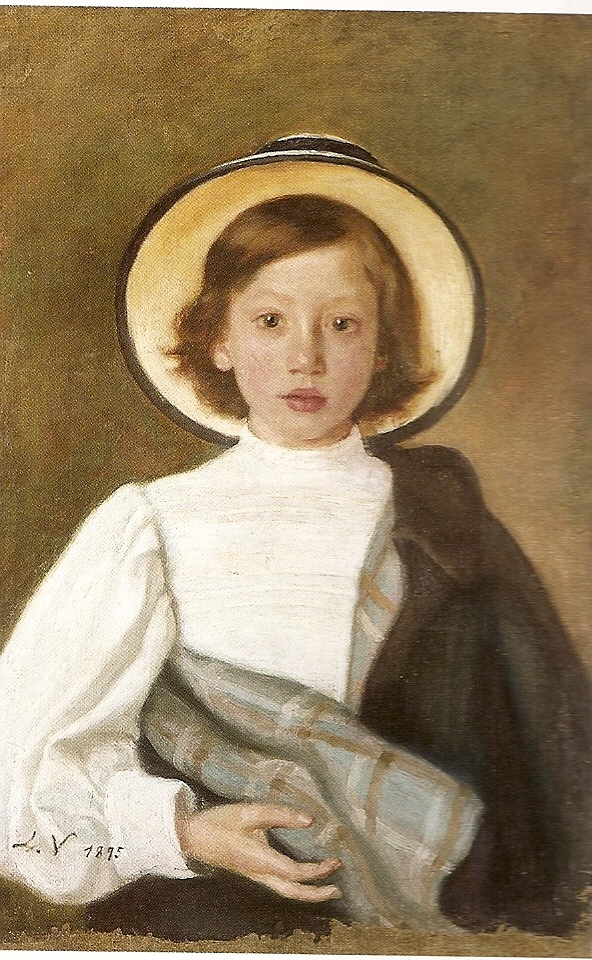
肖像画 (1895)
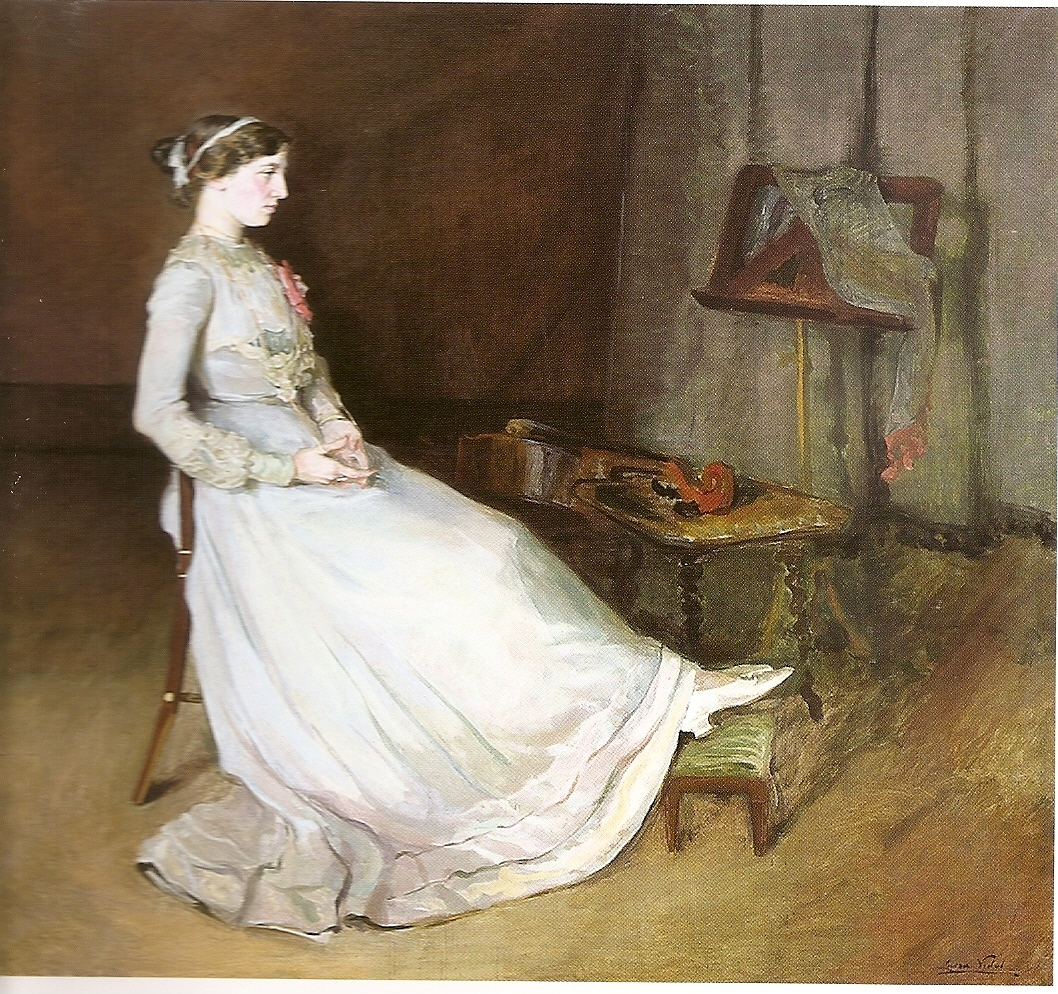
フランチェスカ・ヴィダルの肖像画 (1909)
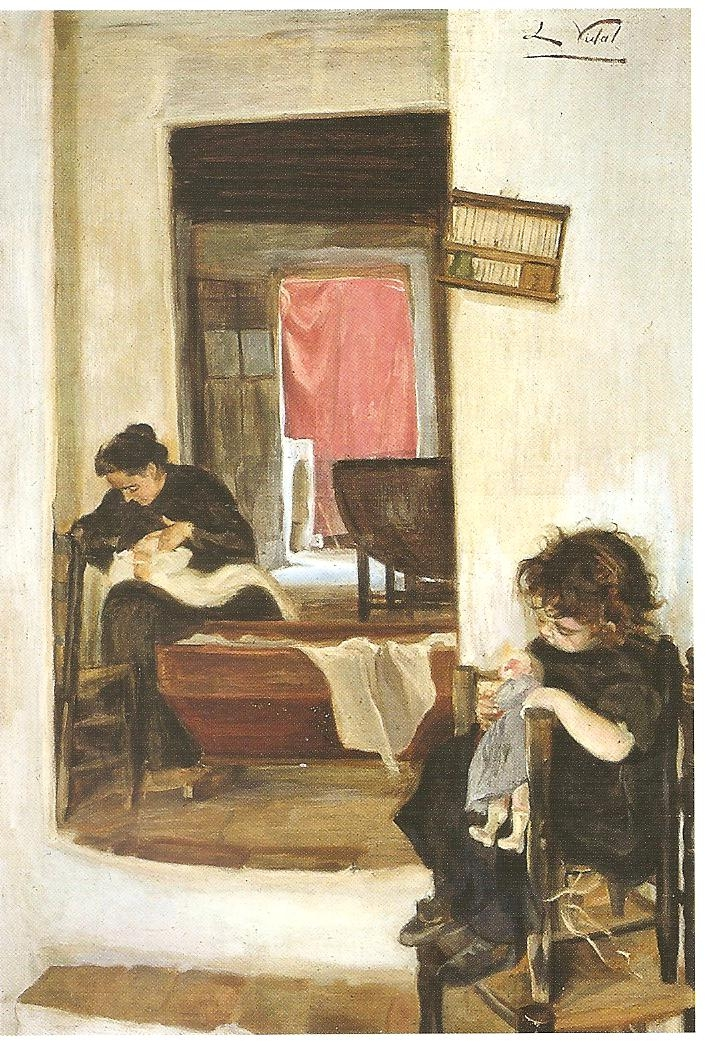
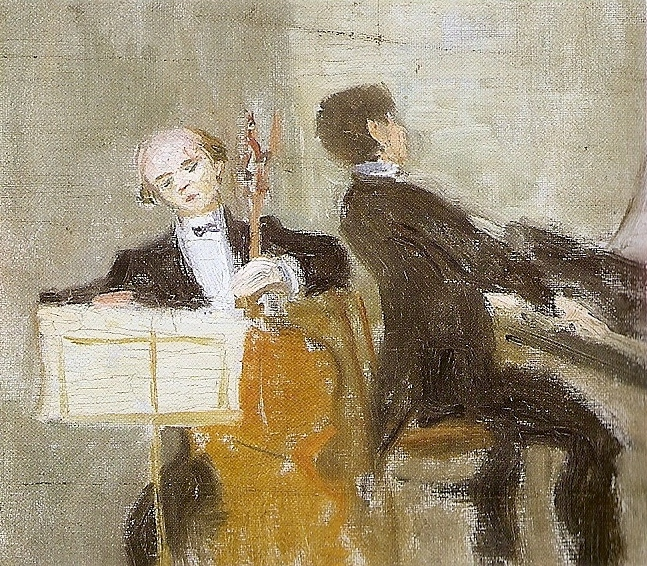